# De Hooge Steenen Molen
De Hooge Steenen Molen (Ook wel De Leeuw genoemd) was een in 1735 gebouwde windmolen die op het Bolwerk Westerblokhuis, ongeveer op de hoek van de Amstel en de Singelgracht te Amsterdam stond. De molen, een typische stellingmolen, was een korenmolen en de opvolger van een eerdere molen, De Groen. De molen was voorzien van een blauwe gevelsteen met daarop een leeuw afgebeeld, vanwaar de naam "De Leeuw". Dat de molen vooral bekendstond als "de hooge steenen molen" was te danken aan het feit dat hij zich bevond bij de ongeveer zes meter hoge stadsomwalling, die ook de daarnaast gelegen Hogesluis zijn naam gaf. De molen is in 1868, acht jaar nadat het naburige Paleis voor Volksvlijt werd gebouwd, afgebroken.